# Macross: Långfilmen om Robotech
Macross: Långfilmen om Robotech (japanska: 超時空要塞マクロス 愛・おぼえていますか?, Chōjikū Yōsai Makurosu: Ai Oboete Imasu ka, bokstavlig översättning: ’Superrumtidsfästningen Macross: Kommer du ihåg kärlek?’), är en japansk animerad långfilm från 1984. Den regisserades av Shōji Kawamori och Noboru Ishiguro och animerades på Studio Nue, Artland och Topcraft.

## Svenska röster
- Peter Harrysson
- Gunnar Ernblad
- Beatrice Järås
- Staffan Hallerstam m fl.

Regi och bearbetning: Kit Sundqvist och Mikael Berling. Produktion: Videobolaget AB.